# John Knebel
John Albert Knebel, född 4 oktober 1936 i Tulsa i Oklahoma, är en amerikansk republikansk politiker.
Han utexaminerades 1959 från United States Military Academy och avlade 1962 sin master's vid Creighton University. Därefter avlade han 1965 juristexamen vid American University.
Han tjänstgjorde som USA:s jordbruksminister 1976-1977 under president Gerald Ford.